# Carlo Tranfo
Carlo Tranfo, patrizio di Tropea (Tropea, 18 luglio 1831 – Tropea, 28 giugno 1908), è stato un avvocato e politico italiano.